# Casa Baurier

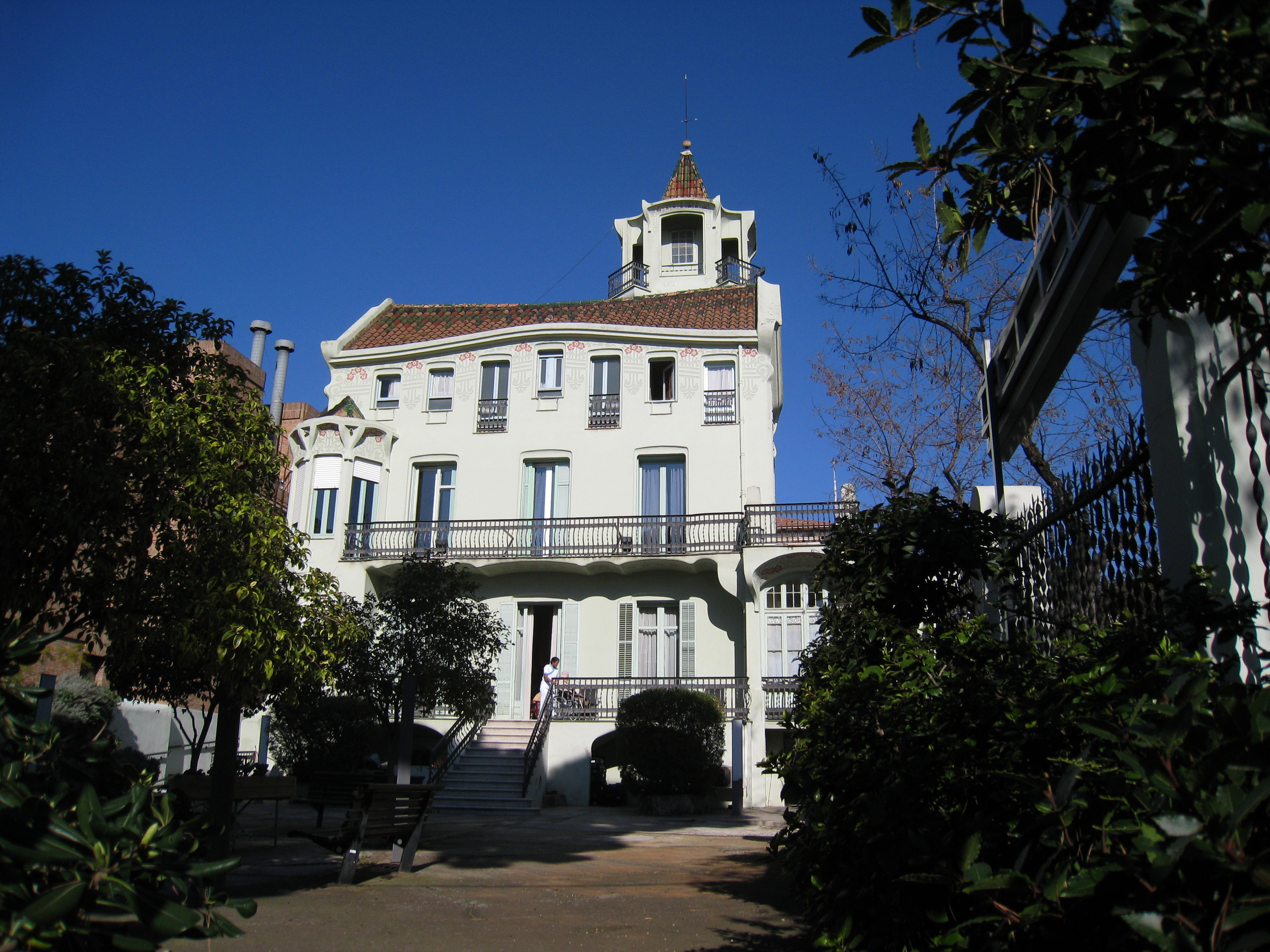
Fachada de la casa Baurier.

La casa Baurier es un edificio residencial modernista, situado en la confluencia de las calles de Iradier n.º 5 y de la Esperanza n.º 9 del distrito de Sarriá-San Gervasio de Barcelona (España). Fue proyectado por el arquitecto Jaume Bayó y su construcción tuvo lugar en 1910. El edificio está catalogado como bien cultural de interés local.

## Descripción
Es un edificio de tres plantas formado por la yuxtaposición de un cuerpo con cubierta a dos aguas, una torre emergente con cubierta piramidal y otro cuerpo acabado en azotea. Un juego de formas curvas da animación al conjunto, en cuya decoración se pueden detectar referencias de tono sezessionista. Del exterior destacan las tejas policromadas, los elementos esgrafiados de carácter floral y los vidrios de colores de la mayoría de las aberturas. En el interior, a pesar de las numerosas reformas sufridas, se mantienen todavía elementos como la escalera, el ascensor (con caja de madera) y las salas que, a pesar de las transformaciones sufridas, aún mantienen los techos decorados.